# Can Caraltó del Molí
Can Caraltó del Molí és una obra de Sant Martí Sarroca (Alt Penedès) protegida com a Bé Cultural d'Interès Local.

## Descripció
Can Caraltó del Molí és una masia ubicada al costat de la riera de Pontons, a la part central del terme.
És de planta quadrada i té dos pisos i golfes, amb coberta a dues vessants. Al soterrani hi ha un antic molí, cobert amb volta de canó.
Les portes de l'edifici són adovellades i la construcció és de pedra tallada en petits carreus irregulars a la part inferior.

## Història
Els orígens de Can Caraltó del Molí se situen en època medieval.